# Yaracal
Yaracal est le chef-lieu de la municipalité de Cacique Manaure dans l'État de Falcón au Venezuela.